# Llista de topònims de Cervelló
Llista de topònims (noms propis de lloc) del municipi de Cervelló, al Baix Llobregat
Informació actualitzada per un bot. Els canvis manuals es perdran quan s'actualitzi!

## barraca de vinya
| imatge | Nom                     | Ubicat a | instància de     | Detalls                     | coordenades                                        | Protecció                                  | Commons (més fotos) | Dades a WD                    |
| ------ | ----------------------- | -------- | ---------------- | --------------------------- | -------------------------------------------------- | ------------------------------------------ | ------------------- | ----------------------------- |
|        | Borja - Caseta de vinya | Cervelló | barraca de vinya | Estil: arquitectura popular | 41° 23′ 19″ N, 1° 57′ 43″ E / 41.38857°N,1.96206°E | bé integrant del patrimoni cultural català |                     | Modifica les dades a Wikidata |
|        | Borja sota Can Casildo  | Cervelló | barraca de vinya | Estil: arquitectura popular | 41° 24′ 09″ N, 1° 55′ 24″ E / 41.40263°N,1.92322°E | bé cultural d'interès local                |                     | Modifica les dades a Wikidata |
|        | Dues borges             | Cervelló | barraca de vinya | Estil: arquitectura popular |                                                    | bé integrant del patrimoni cultural català |                     | Modifica les dades a Wikidata |

## casa
| imatge | Nom                                                           | Ubicat a | instància de | Detalls                                                                  | coordenades                                                                                | Protecció                                  | Commons (més fotos)                  | Dades a WD                    |
| ------ | ------------------------------------------------------------- | -------- | ------------ | ------------------------------------------------------------------------ | ------------------------------------------------------------------------------------------ | ------------------------------------------ | ------------------------------------ | ----------------------------- |
|        | Ca l'Arrufí                                                   | Cervelló | casa         | Estil: noucentisme                                                       | 41° 23′ 46″ N, 1° 57′ 37″ E / 41.3962°N,1.96015°E ca:Avinguda Catalunya, 2 117 msnm        | bé cultural d'interès local                | Ca l'Arrufí                          | Modifica les dades a Wikidata |
|        | Cal Pixot                                                     | Cervelló | casa         | Estil: noucentisme                                                       | 41° 23′ 45″ N, 1° 57′ 21″ E / 41.39578°N,1.95573°E ca:carrer Major, 72 121 msnm            | bé cultural d'interès local                | Cal Pixot                            | Modifica les dades a Wikidata |
|        | Cal Sabater                                                   | Cervelló | casa         | Estil: noucentisme                                                       | 41° 23′ 47″ N, 1° 57′ 38″ E / 41.39627°N,1.96066°E                                         | bé cultural d'interès local                | Cal Sabater (Cervelló)               | Modifica les dades a Wikidata |
|        | Can Bonastre                                                  | Cervelló | casa         | Estil: noucentisme                                                       | 41° 23′ 46″ N, 1° 57′ 22″ E / 41.39609°N,1.95621°E ca:Carrer Major                         | bé cultural d'interès local                | Can Bonastre (Cervelló)              | Modifica les dades a Wikidata |
|        | Can García                                                    | Cervelló | casa         | Arquitecte: Antoni Maria Gallissà i Soqué Estil: arquitectura modernista | 41° 23′ 57″ N, 1° 59′ 24″ E / 41.39915°N,1.99011°E ca:Urbanització Granja Garcia           | bé cultural d'interès local                | Can García (Cervelló)                | Modifica les dades a Wikidata |
|        | Can Mensa                                                     | Cervelló | casa         | Estil: arquitectura eclèctica                                            | 41° 23′ 41″ N, 1° 57′ 07″ E / 41.39463°N,1.95192°E                                         | bé cultural d'interès local                | Can Mensa                            | Modifica les dades a Wikidata |
|        | Can Rafel                                                     | Cervelló | casa         | Estil: arquitectura popular                                              | 41° 24′ 29″ N, 1° 56′ 04″ E / 41.40809°N,1.93434°E ca:Urbanització Can Rafel 411 msnm      | bé integrant del patrimoni cultural català | Can Rafel (Cervelló)                 | Modifica les dades a Wikidata |
|        | Can Tarradellas                                               | Cervelló | casa         | Estil: arquitectura popular arquitectura modernista                      | 41° 23′ 45″ N, 1° 57′ 25″ E / 41.39592°N,1.95703°E ca:Carrer Major, 104 121 msnm           | bé cultural d'interès local                | Can Tarradellas (Cervelló)           | Modifica les dades a Wikidata |
|        | Can Vendrell                                                  | Cervelló | casa         | Estil: arquitectura eclèctica                                            | 41° 23′ 49″ N, 1° 59′ 04″ E / 41.39697°N,1.98433°E                                         | bé cultural d'interès local                |                                      | Modifica les dades a Wikidata |
|        | Carrer Joaquim Mensa, 38                                      | Cervelló | casa         | Estil: arquitectura eclèctica                                            | 41° 23′ 39″ N, 1° 57′ 06″ E / 41.39417°N,1.95158°E                                         | bé cultural d'interès local                |                                      | Modifica les dades a Wikidata |
|        | Façana de l'immoble del carrer Germandat de Sant Sebastià, 14 | Cervelló | casa         | Estil: arquitectura popular                                              | 41° 23′ 43″ N, 1° 57′ 24″ E / 41.39533°N,1.95672°E                                         | bé integrant del patrimoni cultural català | Carrer Germandat de Sant Sebastià 14 | Modifica les dades a Wikidata |
|        | Façana de l'immoble del carrer Major, 102                     | Cervelló | casa         | Estil: arquitectura popular                                              | 41° 23′ 45″ N, 1° 57′ 25″ E / 41.39591°N,1.95699°E                                         | bé cultural d'interès local                | Carrer Major 102 (Cervelló)          | Modifica les dades a Wikidata |
|        | Façana de l'immoble del carrer Major, 19                      | Cervelló | casa         | Estil: arquitectura eclèctica                                            | 41° 23′ 45″ N, 1° 57′ 12″ E / 41.39575°N,1.95324°E                                         | bé integrant del patrimoni cultural català | Carrer Major 19 (Cervelló)           | Modifica les dades a Wikidata |
|        | Façana de l'immoble del carrer Major, 49                      | Cervelló | casa         | 20th century                                                             | 41° 23′ 45″ N, 1° 57′ 17″ E / 41.39591°N,1.95473°E                                         | bé cultural d'interès local                | Carrer Major, 49 (Cervelló)          | Modifica les dades a Wikidata |
|        | Façana de la Torre de les Orenetes                            | Cervelló | casa         | Estil: arquitectura popular                                              | 41° 23′ 48″ N, 1° 57′ 22″ E / 41.39677°N,1.95622°E ca:Carrer Coral Diana, 14-16            | bé cultural d'interès local                | Immoble del carrer Coral Diana, 7-9  | Modifica les dades a Wikidata |
|        | Façana del xalet de l'avinguda Catalunya, 18                  | Cervelló | casa         | Estil: racionalisme arquitectònic                                        | 41° 23′ 47″ N, 1° 57′ 44″ E / 41.39638°N,1.96211°E                                         | bé cultural d'interès local                | Avinguda Catalunya 18 (Cervelló)     | Modifica les dades a Wikidata |
|        | Torre dels Peixeters                                          | Cervelló | casa         | Estil: noucentisme                                                       | 41° 23′ 49″ N, 1° 57′ 23″ E / 41.39703°N,1.95649°E ca:Carrer Coral Diana, 10 142 msnm      | bé cultural d'interès local                | Torre dels Peixeters                 | Modifica les dades a Wikidata |
|        | casa al carrer Major, 149                                     | Cervelló | casa         | Estil: arquitectura modernista Estat: enderrocat o destruït              | 41° 23′ 47″ N, 1° 57′ 34″ E / 41.39643°N,1.9595°E ca:Carrer Major, 149                     | bé integrant del patrimoni cultural català |                                      | Modifica les dades a Wikidata |
|        | casa al carrer Major, 168                                     | Cervelló | casa         | Estil: noucentisme Estat: enderrocat o destruït                          | 41° 23′ 46″ N, 1° 57′ 35″ E / 41.39617°N,1.95975°E                                         | bé integrant del patrimoni cultural català |                                      | Modifica les dades a Wikidata |
|        | casa del carrer Major, 134                                    | Cervelló | casa         | Estil: arquitectura modernista                                           | 41° 23′ 46″ N, 1° 57′ 30″ E / 41.39605°N,1.95835°E ca:Carrer Major, 134                    | bé cultural d'interès local                | Carrer Major 134 (Cervelló)          | Modifica les dades a Wikidata |
|        | casa del carrer de la Resclosa, 14                            | Cervelló | casa         | Estil: noucentisme                                                       | 41° 23′ 44″ N, 1° 57′ 32″ E / 41.39557°N,1.959°E ca:Carrer de la Resclosa, 14              | bé cultural d'interès local                | Cal Sagarra                          | Modifica les dades a Wikidata |
|        | les Torretes de la Vella Gola                                 | Cervelló | casa         | Estil: historicisme arquitectònic                                        | 41° 23′ 44″ N, 1° 57′ 24″ E / 41.3956°N,1.95677°E ca:Carrer Germandat de Sant Sebastià, 18 | bé cultural d'interès local                | Les Torretes (Cervelló)              | Modifica les dades a Wikidata |

## creu de terme
| imatge | Nom                             | Ubicat a           | instància de  | Detalls                          | coordenades | Protecció                      | Commons (més fotos)            | Dades a WD                    |
| ------ | ------------------------------- | ------------------ | ------------- | -------------------------------- | --- | ------------------------------ | ------------------------------ | ----------------------------- |
|        | creu de Ca n'Esteve             | Cervelló           | creu de terme | Estil: arquitectura popular      | 41° 23′ 48″ N, 1° 57′ 49″ E / 41.39665°N,1.96348°E ca:Av. de Catalunya. Entrada del poble                                                                      | bé cultural d'interès local    | Creu de Ca n'Esteve            | Modifica les dades a Wikidata |
|        | creu de Santa Maria de Cervelló | Cervelló           | creu de terme | Estil: gòtic tardà               | 41° 23′ 19″ N, 1° 57′ 43″ E / 41.388617°N,1.962056°E ca:Camí de Can Sala                                                                                       | bé cultural d'interès nacional | Creu de Santa Maria (Cervelló) | Modifica les dades a Wikidata |
|        | creu del Port d'Ordal           | Cervelló Vallirana | creu de terme | Estil: arquitectura popular 1952 | 41° 23′ 22″ N, 1° 52′ 36″ E / 41.38955°N,1.87668°E 41° 23′ 24″ N, 1° 52′ 37″ E / 41.3900833345211°N,1.87688958509712°E ca:Antiga crtra. N-340, port de l'Ordal | bé cultural d'interès local    | Creu del Port d'Ordal          | Modifica les dades a Wikidata |

## curs d'aigua
| imatge | Nom               | Ubicat a                                           | instància de | Detalls                      | coordenades                                                             | Protecció | Commons (més fotos) | Dades a WD                    |
| ------ | ----------------- | -------------------------------------------------- | ------------ | ---------------------------- | ----------------------------------------------------------------------- | --------- | ------------------- | ----------------------------- |
|        | riera de Cervelló | Cervelló Sant Vicenç dels Horts                    | curs d'aigua | Desemboca: Llobregat         | 41° 24′ 21″ N, 2° 00′ 35″ E / 41.405720214995995°N,2.0097255706787114°E |           |                     | Modifica les dades a Wikidata |
|        | riera de Rafamans | la Palma de Cervelló Cervelló Corbera de Llobregat | curs d'aigua | Desemboca: riera de Cervelló | 41° 24′ 31″ N, 1° 58′ 28″ E / 41.40871°N,1.97456°E                      |           |                     | Modifica les dades a Wikidata |

## edifici
| imatge | Nom                            | Ubicat a | instància de | Detalls                           | coordenades                                                                               | Protecció                                  | Commons (més fotos)                  | Dades a WD                    |
| ------ | ------------------------------ | -------- | ------------ | --------------------------------- | ----------------------------------------------------------------------------------------- | ------------------------------------------ | ------------------------------------ | ----------------------------- |
|        | Caves Rondel                   | Cervelló | edifici      | Estil: historicisme arquitectònic | 41° 24′ 08″ N, 1° 59′ 23″ E / 41.40233°N,1.98962°E ca:Crtra. N-340, km 1.241,5            | bé integrant del patrimoni cultural català | Caves Rondel                         | Modifica les dades a Wikidata |
|        | Fàbrica de vidre               | Cervelló | edifici      | Estil: arquitectura modernista    | 41° 23′ 40″ N, 1° 57′ 08″ E / 41.394339°N,1.952101°E ca:Carrer Joaquim Mensa, 13 124 msnm | bé cultural d'interès local                | Fàbrica de vidre (Cervelló)          | Modifica les dades a Wikidata |
|        | Habitatge al carrer Major, 100 | Cervelló | edifici      | Estil: modernisme català          |                                                                                           | bé cultural d'interès local                |                                      | Modifica les dades a Wikidata |
|        | la Masia                       | Cervelló | edifici      | Estil: arquitectura popular       | 41° 23′ 43″ N, 1° 57′ 24″ E / 41.395375°N,1.956705°E                                      | bé cultural d'interès local                | Carrer Germandat de Sant Sebastià 14 | Modifica les dades a Wikidata |

## edifici religiós
| imatge | Nom                                     | Ubicat a | instància de     | Detalls                             | coordenades                                                                                | Protecció | Commons (més fotos) | Dades a WD                    |
| ------ | --------------------------------------- | -------- | ---------------- | ----------------------------------- | ------------------------------------------------------------------------------------------ | --------- | ------------------- | ----------------------------- |
|        | capella del castell de Cervelló         | Cervelló | edifici religiós | Estil: arquitectura romànica        | 41° 23′ 15″ N, 1° 57′ 34″ E / 41.3875617980957°N,1.9595600366592407°E ca:Camí del Castell  |           |                     | Modifica les dades a Wikidata |
|        | capella dels Dolors de can Sala de Baix | Cervelló | edifici religiós | Estil: arquitectura del Renaixement | 41° 23′ 07″ N, 1° 57′ 34″ E / 41.38538360595703°N,1.9594709873199463°E ca:Camí de Can Sala |           |                     | Modifica les dades a Wikidata |

## entitat singular de població
| imatge | Nom                   | Ubicat a | instància de                                                                   | Detalls  | coordenades                                                                  | Protecció | Commons (més fotos)           | Dades a WD                    |
| ------ | --------------------- | -------- | ------------------------------------------------------------------------------ | -------- | ---------------------------------------------------------------------------- | --------- | ----------------------------- | ----------------------------- |
|        | Can Castany           | Cervelló | entitat singular de població                                                   | 401 hab  | 41° 23′ 15″ N, 1° 58′ 04″ E / 41.387594921484°N,1.9678864987917°E 133 msnm   |           | Urbanització Can Castany      | Modifica les dades a Wikidata |
|        | Can Guitard Vell      | Cervelló | entitat singular de població                                                   | 1256 hab | 41° 23′ 35″ N, 1° 58′ 20″ E / 41.392967°N,1.972088°E 112 msnm                |           | Urbanització Can Guitard Vell | Modifica les dades a Wikidata |
|        | Can Paulet            | Cervelló | entitat singular de població                                                   | 614 hab  | 41° 24′ 16″ N, 1° 56′ 46″ E / 41.4045112203554°N,1.94608459315314°E 361 msnm |           | Can Paulet (nucli)            | Modifica les dades a Wikidata |
|        | Can Roig              | Cervelló | entitat singular de població                                                   | 75 hab   | 41° 24′ 44″ N, 1° 55′ 50″ E / 41.4123198°N,1.93049247°E 216 msnm             |           |                               | Modifica les dades a Wikidata |
|        | Cervelló              | Cervelló | entitat singular de població capital municipal ens local històric de Catalunya | 4278 hab | 41° 23′ 45″ N, 1° 57′ 33″ E / 41.39587°N,1.95917°E 124 msnm                  |           |                               | Modifica les dades a Wikidata |
|        | Grab                  | Cervelló | entitat singular de població polígon industrial                                | 23 hab   | 41° 24′ 01″ N, 1° 58′ 34″ E / 41.40027823778°N,1.976059716095°E 80 msnm      |           |                               | Modifica les dades a Wikidata |
|        | Granja Garcia         | Cervelló | entitat singular de població                                                   | 381 hab  | 41° 23′ 53″ N, 1° 59′ 28″ E / 41.398099°N,1.991057°E 700 msnm                |           | Urbanització Granja Garcia    | Modifica les dades a Wikidata |
|        | Interclub Residencial | Cervelló | entitat singular de població                                                   | 78 hab   | 41° 22′ 56″ N, 1° 57′ 06″ E / 41.38219616°N,1.95171167°E 273 msnm            |           |                               | Modifica les dades a Wikidata |
|        | Mas de Can Pi         | Cervelló | entitat singular de població                                                   | 467 hab  | 41° 23′ 06″ N, 1° 58′ 09″ E / 41.384903817536°N,1.9691250469229°E 152 msnm   |           |                               | Modifica les dades a Wikidata |
|        | Puigmontmany          | Cervelló | entitat singular de població urbanització                                      | 713 hab  | 41° 24′ 34″ N, 1° 56′ 04″ E / 41.4095003491971°N,1.93434360050483°E 397 msnm |           | Puigmontmany                  | Modifica les dades a Wikidata |
|        | Santa Rosa            | Cervelló | entitat singular de població                                                   | 329 hab  | 41° 23′ 26″ N, 1° 56′ 58″ E / 41.390455°N,1.949371°E 349 msnm                |           |                               | Modifica les dades a Wikidata |
|        | el Mirador            | Cervelló | entitat singular de població                                                   | 150 hab  | 41° 23′ 05″ N, 1° 57′ 17″ E / 41.384774354727°N,1.9547752754527°E 171 msnm   |           |                               | Modifica les dades a Wikidata |
|        | la Ciutat del Remei   | Cervelló | entitat singular de població                                                   | 16 hab   | 41° 23′ 05″ N, 1° 58′ 49″ E / 41.3846878077474°N,1.98038800431611°E 199 msnm |           |                               | Modifica les dades a Wikidata |
|        | la Costa de la Perdiu | Cervelló | entitat singular de població urbanització                                      | 305 hab  | 41° 24′ 46″ N, 1° 56′ 21″ E / 41.4126612161652°N,1.93913779070658°E 159 msnm |           |                               | Modifica les dades a Wikidata |
|        | la Torre Vileta       | Cervelló | entitat singular de població                                                   | 503 hab  | 41° 23′ 39″ N, 1° 59′ 04″ E / 41.394048172311°N,1.9845305906461°E 112 msnm   |           | Urbanització Torre Vileta     | Modifica les dades a Wikidata |
|        | les Rovires           | Cervelló | entitat singular de població                                                   | 44 hab   | 41° 23′ 53″ N, 1° 56′ 08″ E / 41.398107923488°N,1.9354220016782°E 366 msnm   |           |                               | Modifica les dades a Wikidata |

## església
| imatge | Nom                     | Ubicat a | instància de      | Detalls                                                                                    | coordenades                                                                            | Protecció                                            | Commons (més fotos)              | Dades a WD                    |
| ------ | ----------------------- | -------- | ----------------- | ------------------------------------------------------------------------------------------ | -------------------------------------------------------------------------------------- | ---------------------------------------------------- | -------------------------------- | ----------------------------- |
|        | Ermita del Remei        | Cervelló | església capella  | Estil: arquitectura popular 18th century                                                   | 41° 23′ 09″ N, 1° 58′ 45″ E / 41.38597°N,1.97926°E ca:Sota el puig de Gallina 206 msnm | bé cultural d'interès local                          | Ermita del Remei (Cervelló)      | Modifica les dades a Wikidata |
|        | Sant Ponç de Corbera    | Cervelló | església monestir | Estil: arquitectura romànica                                                               | 41° 24′ 07″ N, 1° 54′ 44″ E / 41.4019°N,1.91222°E                                      | bé d'interès cultural bé cultural d'interès nacional | Sant Ponç de Corbera             | Modifica les dades a Wikidata |
|        | Santa Maria de Cervelló | Cervelló | església          | Estil: arquitectura romànica                                                               | 41° 23′ 14″ N, 1° 57′ 38″ E / 41.38711111°N,1.96061111°E                               | bé cultural d'interès nacional                       | Santa Maria de Cervelló          | Modifica les dades a Wikidata |
|        | Santa Rosa              | Cervelló | església capella  |                                                                                            | 41° 24′ 38″ N, 1° 56′ 02″ E / 41.4104879097927°N,1.93399244990072°E                    |                                                      | Capella de Santa Rosa (Cervelló) | Modifica les dades a Wikidata |
|        | església de Sant Esteve | Cervelló | església          | Arquitecte: Antoni Maria Gallissà i Soqué Josep Font i Gumà Estil: arquitectura modernista | 41° 23′ 45″ N, 1° 57′ 13″ E / 41.39586111°N,1.95350278°E ca:Major, 21                  | bé cultural d'interès local                          | Sant Esteve de Cervelló          | Modifica les dades a Wikidata |

## estructura arquitectònica
| imatge | Nom           | Ubicat a | instància de              | Detalls | coordenades | Protecció | Commons (més fotos) | Dades a WD                    |
| ------ | ------------- | -------- | ------------------------- | ------- | --- | --------- | ------------------- | ----------------------------- |
|        | Molí Vell     | Cervelló | estructura arquitectònica |         | 41° 23′ 54″ N, 1° 58′ 58″ E / 41.398223876953125°N,1.9826589822769165°E ca:Riera de Cervelló                        |           |                     | Modifica les dades a Wikidata |
|        | Molí del Baró | Cervelló | estructura arquitectònica |         | 41° 23′ 56″ N, 1° 59′ 14″ E / 41.398929595947266°N,1.9871139526367188°E ca:Entrada de la Urbanització Granja Garcia |           |                     | Modifica les dades a Wikidata |

## font
| imatge | Nom                      | Ubicat a | instància de | Detalls                     | coordenades                                                           | Protecció                   | Commons (més fotos) | Dades a WD                    |
| ------ | ------------------------ | -------- | ------------ | --------------------------- | --------------------------------------------------------------------- | --------------------------- | ------------------- | ----------------------------- |
|        | Font del Pi              | Cervelló | font         | Estil: arquitectura popular |                                                                       | bé cultural d'interès local |                     | Modifica les dades a Wikidata |
|        | font d'en Casildo        | Cervelló | font         | Estil: arquitectura popular | 41° 24′ 08″ N, 1° 55′ 37″ E / 41.40212°N,1.927°E                      | bé cultural d'interès local |                     | Modifica les dades a Wikidata |
|        | font d'en Rovira         | Cervelló | font         | Estil: arquitectura popular | 41° 24′ 52″ N, 1° 56′ 07″ E / 41.41449144947995°N,1.935216645183203°E | bé cultural d'interès local |                     | Modifica les dades a Wikidata |
|        | font de Can Paulet       | Cervelló | font         | Estil: arquitectura popular | 41° 24′ 22″ N, 1° 57′ 45″ E / 41.40619°N,1.9625°E                     | bé cultural d'interès local | Font de Can Paulet  | Modifica les dades a Wikidata |
|        | font de Can Sala de Dalt | Cervelló | font         | Estil: arquitectura popular | 41° 22′ 16″ N, 1° 57′ 12″ E / 41.37107°N,1.95326°E                    | bé cultural d'interès local |                     | Modifica les dades a Wikidata |

## forn de calç
| imatge | Nom                                      | Ubicat a | instància de | Detalls                     | coordenades | Protecció                                  | Commons (més fotos)                             | Dades a WD                    |
| ------ | ---------------------------------------- | -------- | ------------ | --------------------------- | ----------- | ------------------------------------------ | ----------------------------------------------- | ----------------------------- |
|        | Forn de Coll Verdaguer 1                 | Cervelló | forn de calç | Estil: arquitectura popular |             | bé integrant del patrimoni cultural català |                                                 | Modifica les dades a Wikidata |
|        | Forn de calç                             | Cervelló | forn de calç | Estil: arquitectura popular |             | bé integrant del patrimoni cultural català | Forn de calç del Camí de les Cases de Sant Ponç | Modifica les dades a Wikidata |
|        | Forn de calç Coll de Verdaguer           | Cervelló | forn de calç | Estil: arquitectura popular |             | bé integrant del patrimoni cultural català |                                                 | Modifica les dades a Wikidata |
|        | Forn de calç de Can Dispanya 1           | Cervelló | forn de calç | Estil: arquitectura popular |             | bé integrant del patrimoni cultural català |                                                 | Modifica les dades a Wikidata |
|        | Forn de calç de Can Dispanya 2           | Cervelló | forn de calç | Estil: arquitectura popular |             | bé integrant del patrimoni cultural català |                                                 | Modifica les dades a Wikidata |
|        | Forn de calç de Can Dispanya 3           | Cervelló | forn de calç | Estil: arquitectura popular |             | bé integrant del patrimoni cultural català |                                                 | Modifica les dades a Wikidata |
|        | Forn de calç de Can Dispanya 4           | Cervelló | forn de calç | Estil: arquitectura popular |             | bé integrant del patrimoni cultural català |                                                 | Modifica les dades a Wikidata |
|        | Forn de calç del Bosc de la Creu d'Ordal | Cervelló | forn de calç | Estil: arquitectura popular |             | bé integrant del patrimoni cultural català | Forn de calç del Bosc de la Creu d'Ordal        | Modifica les dades a Wikidata |
|        | Forn de calç del Lledoner                | Cervelló | forn de calç | Estil: arquitectura popular |             | bé integrant del patrimoni cultural català |                                                 | Modifica les dades a Wikidata |
|        | Forn de calç del Lledoner 2              | Cervelló | forn de calç | Estil: arquitectura popular |             | bé integrant del patrimoni cultural català |                                                 | Modifica les dades a Wikidata |
|        | Forns de calç de Cervelló                | Cervelló | forn de calç |                             |             |                                            | Forns de calç de Cervelló                       | Modifica les dades a Wikidata |

## masia
| imatge | Nom                     | Ubicat a | instància de | Detalls                                  | coordenades                                                                                       | Protecció                                  | Commons (més fotos)         | Dades a WD                    |
| ------ | ----------------------- | -------- | ------------ | ---------------------------------------- | ------------------------------------------------------------------------------------------------- | ------------------------------------------ | --------------------------- | ----------------------------- |
|        | Ca n'Esteve             | Cervelló | masia        | Estil: arquitectura popular              | 41° 23′ 41″ N, 1° 57′ 55″ E / 41.39466°N,1.96522°E 89 msnm                                        | bé cultural d'interès local                | Ca n'Esteve (Cervelló)      | Modifica les dades a Wikidata |
|        | Cal Jordi               | Cervelló | masia        | Estil: arquitectura popular              | 41° 23′ 47″ N, 1° 57′ 29″ E / 41.39627°N,1.95813°E                                                | bé cultural d'interès local                | Can Jordi (Cervelló)        | Modifica les dades a Wikidata |
|        | Cal Peret               | Cervelló | masia        |                                          | 41° 24′ 20″ N, 1° 55′ 48″ E / 41.4054868295252°N,1.92989885338955°E                               |                                            | Cal Peret (Cervelló)        | Modifica les dades a Wikidata |
|        | Cal Purroig             | Cervelló | masia        | Estil: arquitectura popular              | 41° 23′ 47″ N, 1° 57′ 23″ E / 41.39643°N,1.95638°E 125 msnm                                       | bé cultural d'interès local                | Cal Purroig                 | Modifica les dades a Wikidata |
|        | Can Bassons             | Cervelló | masia        | Estil: arquitectura popular              | 41° 23′ 33″ N, 1° 56′ 57″ E / 41.392488°N,1.949254°E                                              | bé cultural d'interès local                | Can Bassons                 | Modifica les dades a Wikidata |
|        | Can Bonastre            | Cervelló | masia        | Estil: arquitectura popular              | 41° 23′ 33″ N, 1° 56′ 54″ E / 41.39237°N,1.94844°E ca:Raval Bessons, 56                           | bé cultural d'interès local                | Can Bonastre                | Modifica les dades a Wikidata |
|        | Can Cases de Sant Ponç  | Cervelló | masia        |                                          | 41° 23′ 44″ N, 1° 55′ 18″ E / 41.395421°N,1.921661°E 402 msnm                                     |                                            | Can Cases de Sant Ponç      | Modifica les dades a Wikidata |
|        | Can Casildo             | Cervelló | masia        | Estil: arquitectura popular              | 41° 24′ 11″ N, 1° 55′ 30″ E / 41.40306°N,1.92512°E                                                | bé cultural d'interès local                |                             | Modifica les dades a Wikidata |
|        | Can Castany             | Cervelló | masia        | Estil: arquitectura popular              | 41° 23′ 21″ N, 1° 57′ 43″ E / 41.3892°N,1.96203°E                                                 | bé cultural d'interès local                | Can Castany (Cervelló)      | Modifica les dades a Wikidata |
|        | Can Dispanya            | Cervelló | masia        | Estil: arquitectura popular              | 41° 24′ 07″ N, 1° 54′ 37″ E / 41.40185°N,1.91021°E 322 msnm                                       | bé cultural d'interès local                | Can Dispanya                | Modifica les dades a Wikidata |
|        | Can Gispert             | Cervelló | masia        |                                          | 41° 23′ 33″ N, 1° 57′ 24″ E / 41.3925823764499°N,1.95672461278087°E                               |                                            |                             | Modifica les dades a Wikidata |
|        | Can Guitard Vell        | Cervelló | masia        | Estil: arquitectura popular              | 41° 23′ 40″ N, 1° 58′ 31″ E / 41.39434°N,1.97531°E ca:Urbanització Can Guitard. Carrer Masia      | bé cultural d'interès local                |                             | Modifica les dades a Wikidata |
|        | Can Jordi               | Cervelló | masia        | Estil: arquitectura popular              | 41° 23′ 24″ N, 1° 57′ 36″ E / 41.3901°N,1.95995°E                                                 | bé cultural d'interès local                |                             | Modifica les dades a Wikidata |
|        | Can Muç                 | Cervelló | masia        | Estil: arquitectura popular              | 41° 23′ 25″ N, 1° 57′ 32″ E / 41.39036°N,1.95888°E                                                | bé cultural d'interès local                | Can Mus                     | Modifica les dades a Wikidata |
|        | Can Nicasi              | Cervelló | masia        | Estil: arquitectura popular              | 41° 23′ 55″ N, 1° 59′ 00″ E / 41.39873°N,1.98322°E                                                | bé cultural d'interès local                |                             | Modifica les dades a Wikidata |
|        | Can Paulet              | Cervelló | masia        | Estil: arquitectura popular              | 41° 24′ 22″ N, 1° 57′ 45″ E / 41.40619°N,1.9625°E ca:Urb. Can Paulet, carrer Besalú               | bé cultural d'interès local                | Can Paulet                  | Modifica les dades a Wikidata |
|        | Can Peret               | Cervelló | masia        |                                          | 41° 24′ 33″ N, 1° 56′ 21″ E / 41.4091475340948°N,1.9390513840813°E                                |                                            |                             | Modifica les dades a Wikidata |
|        | Can Pi                  | Cervelló | masia        | Estil: arquitectura popular              | 41° 23′ 12″ N, 1° 57′ 49″ E / 41.38659°N,1.96364°E 190 msnm                                       | bé integrant del patrimoni cultural català | Can Pi (Cervelló)           | Modifica les dades a Wikidata |
|        | Can Pitarra             | Cervelló | masia        | Estil: arquitectura popular              | 41° 23′ 12″ N, 1° 57′ 41″ E / 41.38653°N,1.96152°E ca:Entrada Urbanització Mas de Can Pi 186 msnm | bé cultural d'interès local                | Mas Pitarra (Cervelló)      | Modifica les dades a Wikidata |
|        | Can Riera               | Cervelló | masia        | Estil: arquitectura popular              | 41° 22′ 12″ N, 1° 57′ 51″ E / 41.37013°N,1.96421°E                                                | bé cultural d'interès local                | Can Riera (Cervelló)        | Modifica les dades a Wikidata |
|        | Can Romagosa del Camí   | Cervelló | masia        | Estil: arquitectura popular 17th century | 41° 23′ 52″ N, 1° 58′ 10″ E / 41.39773°N,1.96933°E ca:Av Catalunya, 41                            | bé cultural d'interès local                | Can Romagosa (Cervelló)     | Modifica les dades a Wikidata |
|        | Can Ràfols              | Cervelló | masia        | Estil: arquitectura popular              | 41° 22′ 18″ N, 1° 58′ 57″ E / 41.37153°N,1.98246°E                                                | bé cultural d'interès local                |                             | Modifica les dades a Wikidata |
|        | Can Sala de Baix        | Cervelló | masia        |                                          | 41° 23′ 07″ N, 1° 57′ 34″ E / 41.3853°N,1.95937°E                                                 | bé cultural d'interès local                | Can Sala de Baix (Cervelló) | Modifica les dades a Wikidata |
|        | Can Sala de Dalt        | Cervelló | masia        | Estil: arquitectura modernista           | 41° 22′ 16″ N, 1° 57′ 09″ E / 41.37118°N,1.95251°E                                                | bé cultural d'interès local                |                             | Modifica les dades a Wikidata |
|        | Can Valent              | Cervelló | masia        | Estil: arquitectura popular              | 41° 22′ 01″ N, 1° 57′ 55″ E / 41.36701°N,1.96535°E                                                | bé integrant del patrimoni cultural català | Can Valent (Cervelló)       | Modifica les dades a Wikidata |
|        | Can Victoria            | Cervelló | masia        | Estil: arquitectura popular              | 41° 23′ 17″ N, 1° 57′ 44″ E / 41.38794°N,1.96218°E                                                | bé cultural d'interès local                |                             | Modifica les dades a Wikidata |
|        | Mas Nou del Lledoner    | Cervelló | masia        | Estil: arquitectura popular              | 41° 23′ 29″ N, 1° 54′ 16″ E / 41.39127°N,1.90439°E ca:Crtra. N-340. Km 1.231                      | bé cultural d'interès local                |                             | Modifica les dades a Wikidata |
|        | Mas Vila                | Cervelló | masia        | Estil: arquitectura popular              | 41° 23′ 10″ N, 1° 58′ 47″ E / 41.38624°N,1.97979°E ca:Urb. Ciutat del Remei                       | bé cultural d'interès local                | Mas Vila (Cervelló)         | Modifica les dades a Wikidata |
|        | Maset de Can Dispanya   | Cervelló | masia        |                                          | 41° 23′ 33″ N, 1° 53′ 11″ E / 41.3924102566549°N,1.88646643456164°E                               |                                            |                             | Modifica les dades a Wikidata |
|        | Maset del Pi            | Cervelló | masia        |                                          | 41° 22′ 34″ N, 1° 57′ 40″ E / 41.3762207009066°N,1.96124331566613°E                               |                                            |                             | Modifica les dades a Wikidata |
|        | Masia de Can Tres       | Cervelló | masia        | Estil: arquitectura popular              | 41° 22′ 58″ N, 1° 57′ 04″ E / 41.38286°N,1.95115°E 276 msnm                                       | bé cultural d'interès local                | Masia de Can Tres           | Modifica les dades a Wikidata |
|        | Torre Vileta            | Cervelló | masia        | Estil: arquitectura popular              | 41° 23′ 50″ N, 1° 58′ 53″ E / 41.39724°N,1.98147°E                                                | bé cultural d'interès local                |                             | Modifica les dades a Wikidata |
|        | el Grau                 | Cervelló | masia        |                                          | 41° 23′ 52″ N, 1° 58′ 21″ E / 41.3976512405415°N,1.97248167053167°E                               |                                            |                             | Modifica les dades a Wikidata |
|        | les Casetes de Can Sala | Cervelló | masia        | Estil: arquitectura popular              | 41° 22′ 44″ N, 1° 57′ 26″ E / 41.37888°N,1.95715°E                                                | bé cultural d'interès local                |                             | Modifica les dades a Wikidata |

## molí d'aigua
| imatge | Nom                          | Ubicat a | instància de | Detalls                                   | coordenades                                                                                | Protecció                                  | Commons (més fotos)          | Dades a WD                    |
| ------ | ---------------------------- | -------- | ------------ | ----------------------------------------- | ------------------------------------------------------------------------------------------ | ------------------------------------------ | ---------------------------- | ----------------------------- |
|        | Molí Vell                    | Cervelló | molí d'aigua | Estil: arquitectura popular Estat: ruïnós |                                                                                            | bé integrant del patrimoni cultural català |                              | Modifica les dades a Wikidata |
|        | Molí de la Riera de Cervelló | Cervelló | molí d'aigua | Estil: arquitectura popular               | 41° 23′ 51″ N, 1° 58′ 23″ E / 41.39755°N,1.97319°E ca:Prop del pont de Can Guitard 62 msnm | bé cultural d'interès local                | Molí de la Riera de Cervelló | Modifica les dades a Wikidata |
|        | Molí del Baró                | Cervelló | molí d'aigua | Estil: arquitectura popular               |                                                                                            | bé integrant del patrimoni cultural català |                              | Modifica les dades a Wikidata |

## muntanya
| imatge | Nom               | Ubicat a                                  | instància de | Detalls | coordenades                                                                                              | Protecció | Commons (més fotos)       | Dades a WD                    |
| ------ | ----------------- | ----------------------------------------- | ------------ | ------- | --- | --------- | ------------------------- | ----------------------------- |
|        | Montmany          | Cervelló                                  | muntanya     |         | 41° 24′ 14″ N, 1° 55′ 52″ E / 41.4039°N,1.93108°E 498.7 msnm                                             |           | Montmany (Cervelló)       | Modifica les dades a Wikidata |
|        | Puig Castellar    | Cervelló Sant Vicenç dels Horts           | muntanya     |         | 41° 23′ 50″ N, 1° 59′ 43″ E / 41.39727778°N,1.99522222°E 186 msnm                                        |           | Puig Castellar (Cervelló) | Modifica les dades a Wikidata |
|        | Puig Vicenç       | Cervelló Torrelles de Llobregat Vallirana | muntanya     |         | 41° 22′ 04″ N, 1° 57′ 15″ E / 41.367809°N,1.95404°E ca:Serrat de can Güell - Vall d'Arús 468 msnm        |           | Puig Vicenç               | Modifica les dades a Wikidata |
|        | Puig d'Agulles    | Cervelló Gelida Corbera de Llobregat      | muntanya     |         | 41° 24′ 29″ N, 1° 53′ 06″ E / 41.4080777208°N,1.88497858406°E ca:Límit oest del terme municipal 653 msnm |           | Puig d'Agulles            | Modifica les dades a Wikidata |
|        | Puig de Rocabruna | Cervelló Sant Vicenç dels Horts           | muntanya     |         | 41° 22′ 49″ N, 1° 58′ 41″ E / 41.3803°N,1.97803°E 301 msnm                                               |           |                           | Modifica les dades a Wikidata |
|        | Puig de la Cebeta | Cervelló                                  | muntanya     |         | 41° 24′ 12″ N, 1° 57′ 26″ E / 41.40333333°N,1.95730556°E 333.3 msnm                                      |           |                           | Modifica les dades a Wikidata |
|        | Turó d'en Tres    | Cervelló Vallirana                        | muntanya     |         | 41° 22′ 43″ N, 1° 56′ 57″ E / 41.3787°N,1.94917°E 381.7 msnm                                             |           |                           | Modifica les dades a Wikidata |
|        | Turó de Can Riera | Cervelló                                  | muntanya     |         | 41° 22′ 25″ N, 1° 58′ 04″ E / 41.3737°N,1.96775°E 294.2 msnm                                             |           |                           | Modifica les dades a Wikidata |
|        | la Cocona         | Cervelló                                  | muntanya     |         | 41° 23′ 47″ N, 1° 52′ 44″ E / 41.39644444°N,1.87875°E 552.1 msnm                                         |           |                           | Modifica les dades a Wikidata |

## nucli de població
| imatge | Nom                   | Ubicat a | instància de      | Detalls | coordenades                                                         | Protecció | Commons (més fotos) | Dades a WD                    |
| ------ | --------------------- | -------- | ----------------- | ------- | ------------------------------------------------------------------- | --------- | ------------------- | ----------------------------- |
|        | Can Rafael            | Cervelló | nucli de població |         | 41° 24′ 13″ N, 1° 57′ 38″ E / 41.40374121411°N,1.9604530219193°E    |           |                     | Modifica les dades a Wikidata |
|        | Can Tres              | Cervelló | nucli de població |         | 41° 22′ 55″ N, 1° 57′ 13″ E / 41.382061672153°N,1.9536227836228°E   |           |                     | Modifica les dades a Wikidata |
|        | el Remei del Mas Vila | Cervelló | nucli de població |         | 41° 22′ 58″ N, 1° 58′ 37″ E / 41.3828656419165°N,1.97704385720379°E |           |                     | Modifica les dades a Wikidata |

## polígon industrial
| imatge | Nom                            | Ubicat a | instància de       | Detalls | coordenades                                                         | Protecció | Commons (més fotos) | Dades a WD                    |
| ------ | ------------------------------ | -------- | ------------------ | ------- | ------------------------------------------------------------------- | --------- | ------------------- | ----------------------------- |
|        | Parc empresarial de Cervelló   | Cervelló | polígon industrial |         | 41° 24′ 10″ N, 1° 59′ 21″ E / 41.4028163373953°N,1.98918478631643°E |           |                     | Modifica les dades a Wikidata |
|        | Polígon industrial Can Llopart | Cervelló | polígon industrial |         | 41° 23′ 52″ N, 1° 57′ 46″ E / 41.3978156196136°N,1.96269387307576°E |           |                     | Modifica les dades a Wikidata |

## rellotge de sol
| imatge | Nom                             | Ubicat a | instància de    | Detalls                                        | coordenades                                                                      | Protecció | Commons (més fotos) | Dades a WD                    |
| ------ | ------------------------------- | -------- | --------------- | ---------------------------------------------- | -------------------------------------------------------------------------------- | --------- | ------------------- | ----------------------------- |
|        | rellotge de sol Granja García   | Cervelló | rellotge de sol | Arquitecte: Antoni Maria Gallissà i Soqué 1900 | 41° 23′ 57″ N, 1° 59′ 24″ E / 41.3991216°N,1.9899916°E ca:Plaça Granja García, 3 |           |                     | Modifica les dades a Wikidata |
|        | rellotge de sol de Torre Vileta | Cervelló | rellotge de sol | 19th century                                   | 41° 23′ 50″ N, 1° 58′ 53″ E / 41.3972119°N,1.9814308°E ca:Torre Vileta.          |           |                     | Modifica les dades a Wikidata |

## serra
| imatge | Nom                    | Ubicat a | instància de | Detalls | coordenades                                                         | Protecció | Commons (més fotos) | Dades a WD                    |
| ------ | ---------------------- | -------- | ------------ | ------- | ------------------------------------------------------------------- | --------- | ------------------- | ----------------------------- |
|        | Muntanyes de Can Rigol | Cervelló | serra        |         | 41° 24′ 12″ N, 1° 53′ 24″ E / 41.4033°N,1.89006°E 580.7 msnm        |           |                     | Modifica les dades a Wikidata |
|        | Penyes Campmanyes      | Cervelló | serra        |         | 41° 22′ 42″ N, 1° 58′ 21″ E / 41.37825°N,1.9725°E 301 msnm          |           |                     | Modifica les dades a Wikidata |
|        | Serral Llarg           | Cervelló | serra        |         | 41° 23′ 35″ N, 1° 53′ 15″ E / 41.39291667°N,1.88747222°E 489.5 msnm |           |                     | Modifica les dades a Wikidata |

## vèrtex geodèsic
| imatge | Nom         | Ubicat a                                  | instància de    | Detalls   | coordenades                                                                                            | Protecció | Commons (més fotos) | Dades a WD                    |
| ------ | ----------- | ----------------------------------------- | --------------- | --------- | --- | --------- | ------------------- | ----------------------------- |
|        | Montmany    | Cervelló                                  | vèrtex geodèsic | Alt: 1.2m | 41° 24′ 14″ N, 1° 55′ 52″ E / 41.403922°N,1.931088°E Montmany 499.247 msnm                             |           |                     | Modifica les dades a Wikidata |
|        | Puig Vicenç | Cervelló Vallirana Torrelles de Llobregat | vèrtex geodèsic | Alt: 1.2m | 41° 22′ 04″ N, 1° 57′ 15″ E / 41.367797°N,1.954102°E ca:Serrat de can Güell - Vall d'Arús 467.688 msnm |           |                     | Modifica les dades a Wikidata |

## Misc
| imatge | Nom                                    | Ubicat a                        | instància de                           | Detalls                                                                                              | coordenades | Protecció                                            | Commons (més fotos)                    | Dades a WD                    |
| ------ | -------------------------------------- | ------------------------------- | -------------------------------------- | --- | --- | ---------------------------------------------------- | -------------------------------------- | ----------------------------- |
|        | Art i Natura, monument a l'art romànic | Cervelló                        | monument                               | | 41° 23′ 49″ N, 1° 57′ 54″ E / 41.39691925048828°N,1.9648629426956177°E ca:Avinguda Catalunya, rotonda a l'entrada del poble |                                                      | Art i Natura, monument a l'art romànic | Modifica les dades a Wikidata |
|        | Avinguda Catalunya de Cervelló         | Cervelló                        | carrer                                 | | 41° 23′ 48″ N, 1° 57′ 45″ E / 41.39664°N,1.96239°E                                                                          |                                                      |                                        | Modifica les dades a Wikidata |
|        | Castell de Cervelló                    | Cervelló                        | castell                                | Estil: arquitectura romànica                                                                         | 41° 23′ 15″ N, 1° 57′ 34″ E / 41.3876°N,1.95939°E ca:Camí del Castell                                                       | bé d'interès cultural bé cultural d'interès nacional | Castell de Cervelló                    | Modifica les dades a Wikidata |
|        | Jaciment Arqueològic de Puig Castellar | Sant Vicenç dels Horts Cervelló | jaciment arqueològic                   | | 41° 23′ 44″ N, 1° 59′ 09″ E / 41.395677°N,1.985865°E                                                                        | bé cultural d'interès local                          |                                        | Modifica les dades a Wikidata |
|        | Pedrera del Pep                        | Cervelló                        | pedrera                                | | 41° 23′ 47″ N, 1° 52′ 31″ E / 41.3964710965361°N,1.87520062619438°E                                                         |                                                      |                                        | Modifica les dades a Wikidata |
|        | Quadra de Sant Ponç                    | Cervelló                        | ens local històric de Catalunya quadra | | 41° 24′ 07″ N, 1° 54′ 44″ E / 41.4019°N,1.91222°E                                                                           |                                                      |                                        | Modifica les dades a Wikidata |
|        | Rec i resclosa del Molí dels Frares    | Cervelló                        |                                        | | 41° 24′ 01″ N, 1° 59′ 19″ E / 41.4001891°N,1.9886668°E ca:A la llera de la riera de Cervelló                                |                                                      |                                        | Modifica les dades a Wikidata |
|        | Rectoria de Cervelló                   | Cervelló                        | rectoria                               | Arquitecte: Jacint Torres i Reyató Antoni Maria Gallissà i Soqué Estil: arquitectura modernista 1908 | 41° 23′ 45″ N, 1° 57′ 13″ E / 41.395859°N,1.953664°E ca:Carrer Major, 23                                                    |                                                      | Rectoria de Sant Esteve de Cervelló    | Modifica les dades a Wikidata |
|        | Torre de l'Ordal                       | Subirats Cervelló               | torre de telegrafia òptica             | 1854                                                                                                 | 41° 23′ 42″ N, 1° 52′ 29″ E / 41.394879°N,1.874685°E ca:Antiga ctra. N-340, port de l'Ordal                                 | bé d'interès cultural bé cultural d'interès nacional | Torre de l'Ordal                       | Modifica les dades a Wikidata |
|        | avenc d'en Roca                        | Cervelló                        | avenc                                  | | 41° 23′ 57″ N, 1° 53′ 00″ E / 41.3991615661845°N,1.88324092413692°E                                                         |                                                      |                                        | Modifica les dades a Wikidata |
|        | casa consistorial de Cervelló          | Cervelló                        | casa consistorial                      | | 41° 23′ 46″ N, 1° 57′ 32″ E / 41.3960634°N,1.9589473°E                                                                      |                                                      | Casa de la Vila de Cervelló            | Modifica les dades a Wikidata |
|        | la Cabana Vella                        | Cervelló                        | cabana                                 | | 41° 24′ 09″ N, 1° 52′ 55″ E / 41.4025534799651°N,1.88191475039683°E                                                         |                                                      |                                        | Modifica les dades a Wikidata |
|        | lledoner del Mas del Lledoner          | Cervelló                        | arbre singular                         | Taxon: lledoner (Celtis australis) Ample: 17.3m Alt: 13m Perímetre: 7.2m                             | 41° 23′ 29″ N, 1° 54′ 17″ E / 41.39143°N,1.90479°E ca:Pati del Mas el Lledoner 377 msnm                                     | arbre monumental                                     | Lledoner del Mas del Lledoner          | Modifica les dades a Wikidata |
|        | pont del Lledoner                      | Vallirana Cervelló              | pont                                   | Estil: arquitectura popular Hi passa: N-340                                                          | 41° 23′ 24″ N, 1° 53′ 40″ E / 41.38994°N,1.89447°E ca:Crtra. N-340, passat Vallirana, direcció a l'Ordal 431 407 msnm       | bé cultural d'interès local                          | Pont del Lledoner                      | Modifica les dades a Wikidata |
|        | resclosa de la riera de Cervelló       | Cervelló                        | resclosa                               | Estil: arquitectura popular                                                                          | riera de Cervelló | bé integrant del patrimoni cultural català           |                                        | Modifica les dades a Wikidata |